# Ginástica rítmica
A ginástica rítmica, também conhecida como GR, é uma ramificação da ginástica que possui infinitas possibilidades de movimentos corporais combinados aos elementos de balé e dança teatral, realizados fluentemente em harmonia com a música e coordenados com o manejo dos aparelhos próprios desta modalidade olímpica, que são a corda, o arco, a bola, as maças e a fita. Praticada apenas por mulheres em nível de competição, tem ainda uma prática masculina surgida no Japão. Pode ser iniciada em média aos seis anos e não há idade limite para finalizar a prática, na qual se encontram competições individuais ou em conjunto. Seus eventos são realizados sempre sobre um tablado e seu tempo de realização varia entre 75 segundos, para as provas individuais, e 150 para as provas coletivas.
A ginástica rítmica desenvolve harmonia, graça e beleza em movimentos criativos, traduzidos em expressões pessoais através da combinação musical, teatral e técnica que transmite, acima de tudo, satisfação estética aos que a assistem. Surgida através dos estudos de Rousseau, assim como as demais modalidades, transformou-se durante o passar dos anos, sempre ligada à dança e à musicalidade, até chegar à União Soviética, onde se desenvolve como prática desportiva, e à Alemanha, onde ganhou os aparelhos conhecidos hoje.
A ginasta precisa ter graça, leveza, beleza e técnicas precisas em seus movimentos para demonstrar harmonia e entrosamento com a música e suas companheiras, num ambiente de expressão corporal contextualizado inclusive pelos sentimentos transmitidos através do corpo. Fisicamente, é função desta modalidade desenvolver o corpo em sua totalidade, por meio dos movimentos naturais aperfeiçoados pelo ritmo e pelas capacidades psicomotoras nos âmbitos físico, artístico e expressivo. Por essa reunião de característica, é chamada de desporto-arte.

## História e evolução

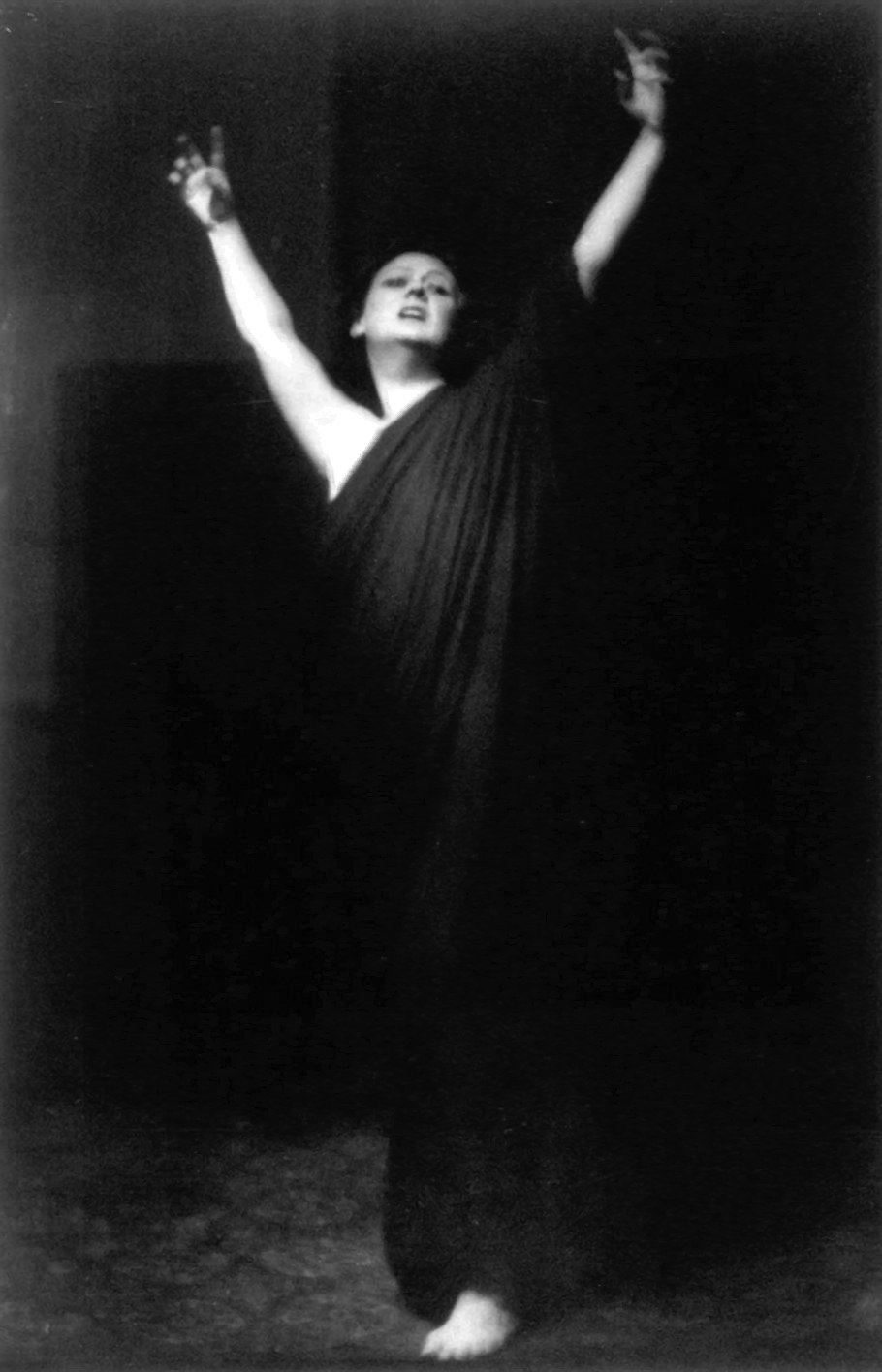
Isadora Duncan: "A bailarina dos pés descalços, como era chamada, esta norte americana interpretava a música através da nudez e tinha a concepção de que o ritmo e a dança eram formas de expressão do belo; beleza esta transmitida pelo corpo humano em significantes movimentos livres" (Gaio)

Os primeiros estudos sobre a ginástica rítmica, bem como das demais modalidades, foram esboçados pelo pedagogo Jean-Jacques Rousseau, que, enquanto estudava sobre o papel da ginástica na educação física, descreveu seu desenvolvimento técnico e prático na educação infantil. Mais adiante, Guts Muths, tido um dos pioneiros da ginástica em si voltada para o fortalecimento do indivíduo, a voltou também para a saúde. No entanto, apenas no século seguinte, o XIX, a modalidade realmente começou a se enraizar. François Delsarte, foi o primeiro a lançar suas ideias a respeito da expressão de sentimentos pelos movimentos corporais. Mais tarde, Émile Jaques-Dalcroze iniciou a prática de exercícios rítmicos como meio de desenvolvimento da sensibilidade musical através dos movimentos do corpo, o que funcionou como uma espécie de continuidade do trabalho primeiro. Desenvolveu ainda estudos dos quais obteve como resultado a relação harmônica dos movimentos com o equilíbrio e os estados do sistema nervoso central, chamados de sentimentos, o que gerou grande influência na formação das escolas de dança e um gradativo desempenho na educação física, pois esta ganhava um novo olhar e uma nova ramificação. Em seguida, um aluno de Dalcroze, Rudolf Bode, melhorou os movimentos, os deixando mais naturais e integrais, também com o intuito de demonstrar, por intermédio dos movimentos, os estados emocionais do praticante. A isso, somou a utilização de aparelhos com o objetivo de ornamentar a apresentação e as características femininas, estabeleceu os princípios básicos da ginástica rítmica, seguidos ainda hoje, e tornou-se com isso o pai da modalidade. Suas teorias fundamentaram-se na contração e no relaxamento, as essências do movimento humano e do ritmo corporal, além de explorar as direções e planos em todas as suas possibilidades, que constituem a base da variação dos deslocamentos na ginástica rítmica atual. Introduziu ainda a expressão, marca desta ginástica, e o trabalho em grupos, que destaca a harmonia entre as participantes.
Com o trabalho continuado, Isadora Duncan adaptou o sistema à dança, sua especialidade, retirou a ginástica rítmica de dentro da modalidade artística, para a qual deixou a musicalidade, e levou-a até a União Soviética, onde iniciou o ensino desta nova atividade como prática independente, incluídas as regras para competições. Lá, em 1942, foi realizado o primeiro evento competitivo: O Campeonato Nacional Soviético. Em paralelo ao trabalho de Duncan, na Alemanha, Heinrich Medau estudou os exercícios rítmicos daquela época e iniciou a elaboração e a introdução de aparelhos como a bola, as maças e o arco, considerado o primeiro passo para a utilização dos aparelhos nos exercícios femininos como se vê nas competições regidas pela FIG. Em 1961, foi apresentada à Federação Internacional de Ginástica. Dois anos depois, houve a realização do primeiro campeonato mundial, na cidade de Budapeste, com a participação de dez nações, na qual a soviética Ludmila Savinkova sagrou-se como a primeira campeã.

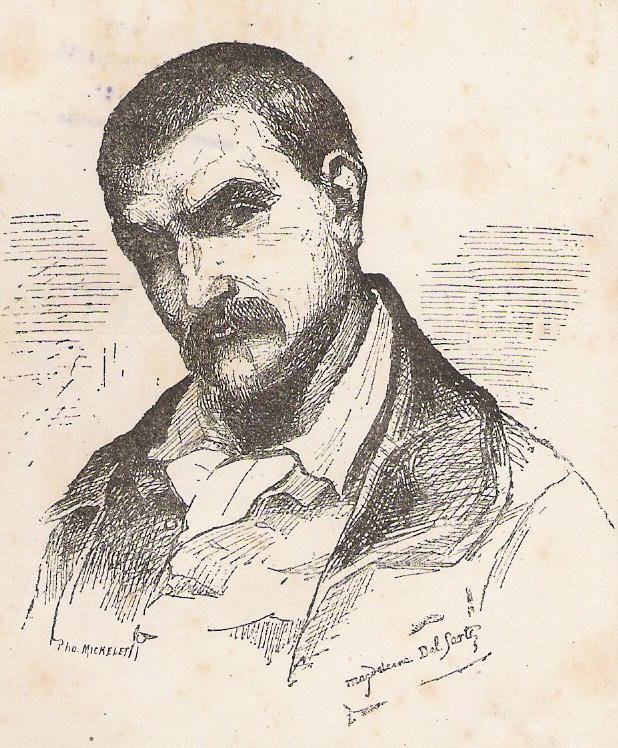
Apesar de começar e se enraizar como modalidade estritamente feminina, seus criadores foram, em maioria, homens. Na imagem, François Delsarte.

Em 1975, através de decisão tomada em Assembléia Técnica do 53º Congresso da FIG, passou a ser chamada oficialmente de ginástica rítmica desportiva, regida então pela entidade. Em 1980, foi reconhecida pelo Comitê Olímpico Internacional, integrando então os Jogos de Moscou como modalidade de apresentação. Nesse mesmo ano, passou a ser chamada apenas de ginástica rítmica. Na Olimpíada seguinte, em 1984, em Los Angeles, passou a ser modalidade competitiva com eventos individuais. A partir dos Jogos de Atlanta, em 1996, passou a ser disputada em provas de conjunto (grupos).

### Modalidade masculina
Prioritariamente um esporte feminino, a ginástica rítmica ganhou uma versão masculina desenvolvida no Japão durante os anos de 1970. Enquanto na versão feminina valoriza-se a beleza da graciosidade e a sutileza dos movimentos harmônicos envoltos pela música, a modalidade masculina exalta força e resistência combinando a ginástica tradicional feminina com a arte marcial do wushu. Os homens competem em grupos de seis atletas sem aparelhos e em uma apresentação que se assemelha ao aparelho solo da ginástica artística masculina. Entre os elementos exigidos estão o equilíbrio, de obrigatoriedade também feminina, os saltos verticais e a formação de correntes, como elos. Individualmente, o ginasta já manuseia aparelhos, que se apresentam em um total de quatro: dois arcos menores (no lugar de um grande para o feminino), dois bastões longos (de uso exclusivo masculino), duas maças, como para as mulheres, e a corda. A popularidade desta variante da ginástica rítmica, já atingiu outros países dentro e fora da Ásia. Além da Malásia e da Coreia do Sul no continente, pratica-se a GR masculina na Austrália, na Rússia, nos Estados Unidos e no Canadá. Acrescido a estes mais timidamente, está também o México. Sem o reconhecimento da FIG, estas nações reúnem-se para realizarem seus campeonatos nacionais e internacionais.
O uniforme é geralmente composto de camiseta colant com calças ou short. Em vinte anos contados a partir de seu surgimento, as competições se espalharam por alguns outros países além do criador Japão. Em 2003, aconteceu o primeiro campeonato internacional com cinco países participantes. Em 2005, o número aumentou para sete. Por ser um esporte ainda novo, as competições são realizadas sob a autoridade da FIG, embora ainda sem o aval da mesma. Com um número de ginastas inscritos nesta variação já na casa dos milhares só no Japão, esta nação, como as demais, pleiteia ante à entidade pelo reconhecimento do esporte.

## A ginástica

### Características e preparação

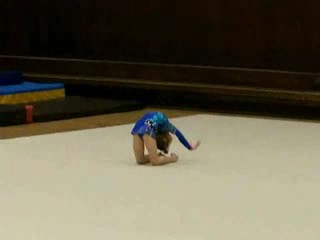
Pequena ginasta rítmica em apresentação. É durante a infância que se desenvolvem as habilidades a serem mantidas durante o auge de sua forma física e psicológica.

O porte físico de uma atleta da ginástica rítmica é mais esguio que de uma atleta ginasta artística, geralmente muito baixas e fortes. Como não necessitam apenas de força para passarem por suas rotinas, as rítmicas apresentam-se com uma estrutura física mais magra e menos definida. Em comum, as ginastas possuem uma maturação óssea tardia, em geral aos dezoito anos, o que demonstra uma compensação do atraso ocorrido entre os treze e os quinze anos, fase esta em que as atletas se preparam para entrar em grandes competições bem no auge de suas formas físicas e de equilíbrio.
Caracterizada por alto grau de exigência coordenativa das atletas, esta modalidade tem na simetria e na bilateralidade, princípios fundamentais para uma boa execução, além de uma elegância e beleza destacáveis. Por se tratar de uma prática de alta dificuldade técnica, cujo alto nível é atingido durante e adolescência, é necessário que se inicie os treinamentos o mais cedo que se puder, como acontece no caso de sua antecessora, a ginástica artística. Como treinamento, o ideal é que a modalidade seja praticada a partir dos seis anos, pois as meninas possuem um potencial de desenvolvimento capaz de ser sustentado no estágio amadurecido da maior parte das habilidades motoras fundamentais, isto é, entre os quinze e vinte anos de idade. A introdução de aparelhos deve ser feita de forma gradual para que a criança se adapte às características de cada um deles. Nesta prática ginástica deve-se desenvolver ainda as seguintes habilidades: força, energia, flexibilidade, agilidade, destreza e resistência, para que atinja grau técnico rítmico, isto é, para que seja capaz de mostrar vigor, graça e harmonia dos movimentos em apresentação.
De um modo geral, a ginástica rítmica possui três características a serem trabalhadas pelas praticantes: os movimentos corporais, o manuseio de aparatos e o acompanhamento musical. Esses três elementos juntos, formam a unidade que fundamenta esta modalidade. Na prática, seu treinamento baseia-se no comando direto, que visa a repetição das tarefas, e no ensino-aprendizagem, através do qual a ginasta conheceria e identificaria a lógica de seu movimento. Como preparação, a ginasta tem os exercícios físicos iniciados na infância, para favorecer seu crescimento e também sua interação social, bem como aprimorar sua coordenação motora, além do prazer e do estímulo advindos da prática. Tal preparação é feita visando o futuro, no qual a atleta terá sua aptidão física melhorada e usufruirá de experiências surgidas através do convívio em equipe, bem como uma estruturação psicológica maior, ao ter de se deparar com situações opositoras, como a vitória e a derrota. Ao contrário do que pode pensar, o treinamento físico só se torna prejudicial quando mal acompanhado e aliado a uma má alimentação.
Outro ponto a se destacar durante a preparação das ginastas é a alimentação. Em sua fase de desenvolvimento esportivo, uma boa educação alimentar é fundamental para a manutenção do desempenho tanto físico quanto intelectual. Por isso, é preciso um estudo com cada praticante para que se obtenha uma ingestão calórica precisa, de acordo com a necessidade diária de cada uma delas. Como a estética também é ponto fundamental de análise durante uma apresentação, ocorrem ainda as restrições alimentares, também acompanhadas por especialistas, para que a atleta não prejudique sua saúde.
Em suma, para que se tenha uma praticante ideal da ginástica rítmica, é preciso uma interação entre atleta, técnico e familiares, para que se criem hábitos adequados, tanto alimentares e sociais quanto de segurança, para a manutenção do bem estar físico e psicológico, que gerarão efeitos positivos sobre o desempenho intelectual e esportivo das moças.

### Movimentos

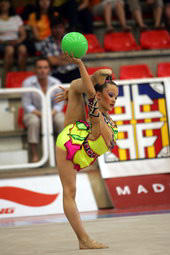
Um exemplo de dificuldade de equilíbrio executado com o pé no chão.

Os chamados elementos corporais são a base dos exercícios individuais e de conjuntos, que podem ser realizados em várias direções, planos, com ou sem deslocamento, em apoio sobre um ou dois pés e coordenados com movimentos de todo o corpo. Andar, correr, saltar, saltitar, balançar, circundar, girar, equilibrar, ondular, lançar e recuperar são elementos corporais obrigatórios e acompanhados por estímulo musical. Durante a realização dos movimentos, a graça e a beleza deles também contam na avaliação das árbitras, já que a harmonia com a música deve gerar interação, além de demonstrar entrosamento nas apresentações de grupo. Entre os principais elementos corporais realizados nesta modalidade estão:
- O equilíbrio: na qual a atleta se posiciona sobre uma das pernas e levanta a outra (a característica do equilíbrio na GR é que quando a ginasta assume essa posição o pé de apoio deve encontrar-se em meia-ponta, contudo é possível executar alguns equilíbrios com o pé no chão com um decréscimo de um décimo no valor do equilíbrio). [18]

- A onda: com flexibilidade, a ginasta executa movimentos ondulatórios transcorrendo por toda a extensão do seu corpo, podendo ser feito na vertical ou horizontal.

- O moinho: no qual a atleta consegue, com a ajuda de aparelhos como as maças e as cordas, formar um círculo à sua volta com os movimentos dos braços.

- O pivô ou pivot: que trata de uma rotação de 360º sobre um pé ou outras partes do corpo.

- O véu: que são os movimentos de rotação de uma corda em torno do corpo da atleta.

Esses movimentos básicos, no entanto, unem-se a outros, de acordo com o aparelho específico utilizado na apresentação. Apesar disso, não deixam de ser variações apenas dos movimentos listados acima. São exemplos: equilíbrio em prancha, salto Cabriole, pivot 360º em retiré e onda lateral.

## Aparelhos

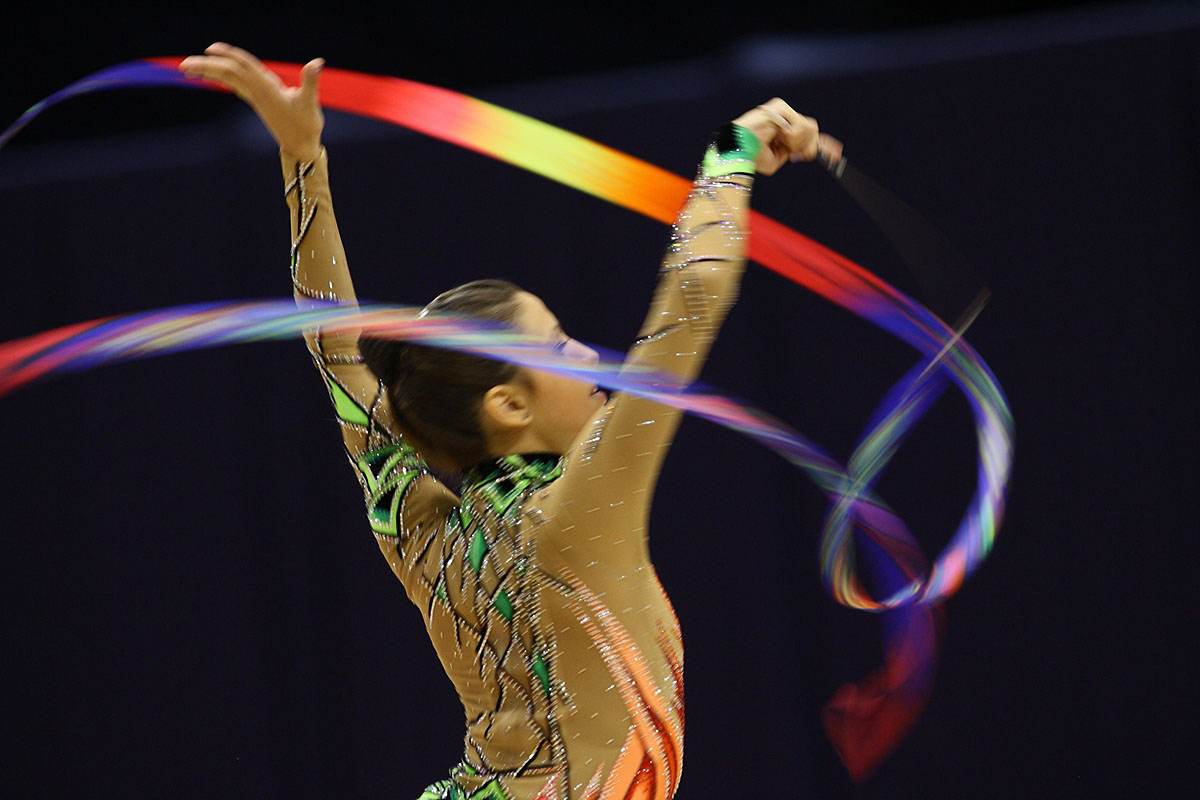
A fita, o aparelho considerado mais plástico da modalidade.

Regida pela FIG como exclusivamente feminina, é uma modalidade totalmente baseada nos exercícios de solo. O tablado, localizado sempre dentro de um ginásio coberto, é a área de competição que deve ter as dimensões de 14 x 14 m, composto por um material elástico, que amortece possíveis quedas e ajuda ao impulso dos saltos, geralmente em uma cor clara como o bege bordeado por uma outra, de tonalidade mais acentuada, como o vermelho ou azul, no qual as ginastas devem realizar suas séries. Em particular, a penalidade para a atleta que termina sua apresentação fora do tablado ou sair dele durante a série é de 0,500 ponto. A mesma vale para a ginasta que praticar aquecimento dentro da área de competição.
Os equipamentos desta ginástica são os chamados aparelhos, extensores do corpo da praticante. Neste caso equipamento não é dividido do aparelho, como ocorre na modalidade artística, que coloca braçadeiras e munhequeiras em outro grupo de utilidade, que não no mesmo da trave de equilíbrio e das argolas, por exemplo. Todavia, o uniforme feminino das atletas rítmicas é composto por um collant de lycra sem mangas ou de mangas longas, podendo ou não ser usado um pequeno saiote por cima e sapatilhas nos pés. Além disso, as moças podem usar luvas e o pó de magnésio, e devem ter os cabelos curtos ou usá-los presos, também para não prejudicar a movimentação.

### Aparelhos
São cinco os aparelhos utilizados pelas ginastas nesta modalidade, descritos da seguinte forma:
- Corda - Pode ser feita de cânhamo ou qualquer material sintético, desde que permaneça leve e flexível. Seu tamanho é proporcional à altura da ginasta. Esse aparelho possui também nós em suas extremidades. As extremidades da corda podem ser recobertas com material antiderrapante em cor neutra. Os elementos podem ser realizados com a corda aberta ou dobrada, presa em uma ou nas duas mãos, em direções diferentes, sobre diferentes planos, com ou sem deslocamento, com apoio sobre um ou os dois pés ou sobre uma outra parte do corpo. As ginastas lançam e recuperam a corda executando saltos, giros, ondulações e equilíbrio.

- Arco - O arco é feito de madeira ou plástico, sendo importante que o material não deforme ou seja muito pesado. Possui entre 80 e 90 cm de diâmetro interno e pesa pelo menos de 300 g. Deve ser rígido, mas sem se dobrar. Este aparato define um espaço, que deve ser usado plenamente pela ginasta, movendo-se de acordo com o círculo formado. São requeridas frequentes trocas de mãos e uma boa coordenação de movimentos. O formato do arco ou aro, como também é chamado, favorece rolamentos, passagens, rotações, saltos e pontes.

- Bola - Feita de plástico ou de borracha, deve ter um diâmetro entre 18 e 20 cm e pesar pelo menos 400 g. Único aparelho que não é permitido permanecer em contínuo contato com a atleta, a bola deve estar em constante movimento pelo corpo ou em equilíbrio. Jogada e recuperada com controle e precisão, é um elemento dinâmico que valoriza a série da ginasta. Os elementos corporais devem ser executados sobre o apoio de um ou dois pés ou qualquer outra parte do corpo e devem ter forma fixa, ampla e bem definida.

- Maças - São feitas de madeira ou plástico e devem ter entre 40 e 50 cm de comprimento e pesar pelo menos 150 g cada. A parte mais grossa é chamada de corpo, a parte mais afilada, de pescoço e a parte formada por uma esfera de 3 cm de diâmetro é a cabeça. Delicadeza das mãos é fundamental para se trabalhar bem com esse aparelho. A ginasta usa as maças para executar rolamentos, círculos, curvas e formar o número máximo possível de figuras assimétricas, combinando-as com várias figuras formadas apenas pelo corpo. Exercícios com as maças requerem alto grau de ritmo, coordenação e precisão para boas recuperações.

- Fita - É considerado o aparelho mais plástico da ginástica rítmica e composto por duas partes: o estilete, uma vareta que segura a fita e que pode ser feito de madeira, bambu, plástico ou fibra de vidro e deve medir 0.5 cm de diâmetro e entre 50 e 60 cm de comprimento. Sua forma pode ser cilíndrica, cônica ou uma combinação das duas formas; a fita é de cetim ou outro material semelhante, desde que não engomado. Seu peso não deve ultrapassar 35 g e deve ter no máximo 4 e 6 cm de largura e 6 metros de comprimento para ginastas de nível adulto. Longa, pode ser lançada em qualquer direção para criar desenhos no espaço, formando imagens e formatos de todo o tipo. Serpentinas, espirais e arremessos exigem da ginasta coordenação, leveza, agilidade e plasticidade.

### Fabricantes
Com o avanço técnico sofrido pela modalidade, padronizaram-se os aparelhos e novos fabricantes surgiram por todo o mundo para atender a demanda e melhorar os materiais usados para dar maior segurança aos praticantes. Entre as principais fabricantes dos aparelhos estão a francesa Gymnova, responsável pela fabricação dos tablados e pelos Jogos Olímpicos de Londres, e a alemã, Spieth, que, além de também fabricar os tablados, confecciona os aparatos usados pelas moças, todos certificados pela Federação Internacional entre os anos de 2007 e 2008. Gymnova e Spieth, as constantes nos eventos internacionais recentes, apresentam-se nas cores creme e vermelha (Gymnova) e azul e branca (Spieth).

## A Federação Internacional

Logotipo oficial da entidade.

Todas as competições oficiais da modalidade rítmica são reguladas pela Federação Internacional de Ginástica, que atende pela sigla FIG. É ela que estabelece normas e calendários para todos os eventos internacionais. Fundada em 1881, a FIG rege todas as modalidades da ginástica desde então. Em 1975, esta modalidade foi reconhecidamente oficial. As competições nacionais são geralmente regulamentadas pelas diversas federações locais. A FIG tem ainda a responsabilidade sobre o Código de Pontuação, a publicação que orienta os ginastas, técnicos e árbitros na elaboração, composição e avaliação das séries em todas as provas, e que ainda rege os resultados da modalidade. A entidade impõe um limite mínimo de idade para competições oficiais de nível sênior de quinze anos. Este limite impede a entrada de ginastas pré-adolescentes em competição, o que poderia implicar problemas de saúde futuros.
A FIG é responsável pela realização do Campeonato Mundial de Ginástica Rítmica e pela Copa do Mundo de Ginástica Rítmica, realizada em várias etapas. Existem ainda diversas outras competições, a nível continental, nacional e regional. Filidas a ela está a União Europeia de Ginástica, a União Africana de Ginástica, a União Pan-americana de Ginástica e a União Asiática de Ginástica, que respondem diretamente por suas federações e confederações filiadas continentais.

## Violações no esporte
A Federação Internacional possui diversas regras para questões de doping e falsificação etária. Tais regras possuem graus de punição mediana à severa, variando caso a caso, reincidente ou não. Porém, sempre aplicadas visando o melhor para o esporte e seus praticantes:

### Doping e limite de idade

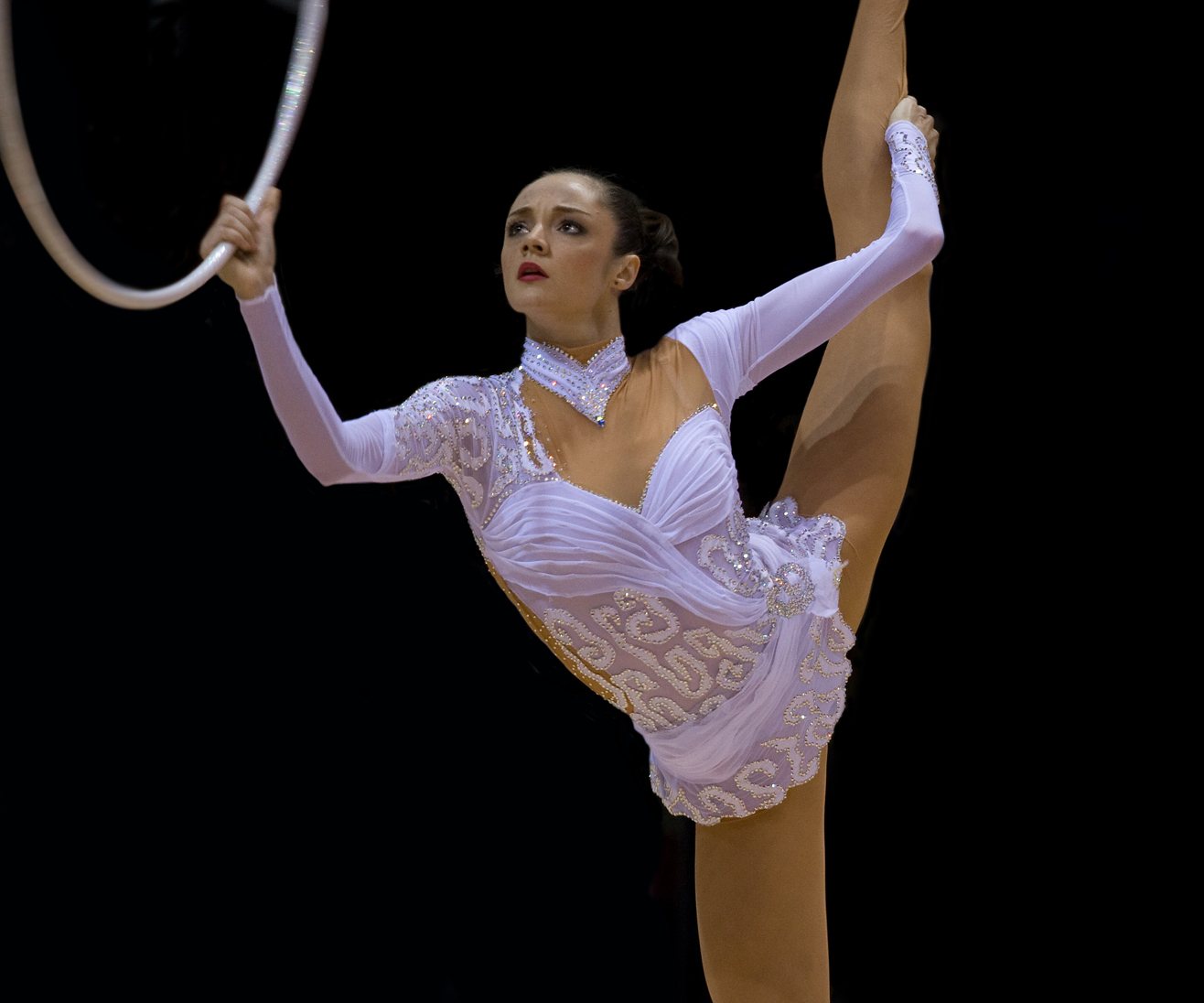
A ginasta Anna Bessonova, detentora de 24 medalhas mundiais e duas olímpicas.

Bem como nas demais modalidades da ginástica, uma das violações possíveis de ocorrer na rítmica é o doping. Visando o controle e a manutenção da boa conduta, a FIG estabelece testes antidoping antes, durante e após a realização dos eventos, podendo realiza-los até mesmo quando as ginastas estão fora de competições. Contudo, como suas filiadas, as Uniões devem também efetuar o controle em seus respectivos continentes, como faz a União Europeia de Ginástica. Com as medidas disciplinares, não são muitos os casos de doping nesta modalidade. No entanto, entre os casos mais famosos de dopagem bioquímica da ginástica rítmica, está o das ginastas Alina Kabaeva e Irina Tchachina. Em 2001, as atletas perderam as medalhas conquistadas no Mundial de Madri, pela comprovação de doping nos Jogos da Boa Vontade de 2001. Ambas não puderam competir por um ano, embora não tenham sido banidas do esporte. Outra ginasta reprovada em teste foi a ucraniana medalhista olímpica, Anna Bessonova. Em 2002, recebeu dois meses de punição sem poder competir, devido a presença de efedrina.
Entre as punições moderadas da Federação estão a retirada de medalhas, a desclassificação e o afastamento temporário. Já a mais severa, causada por reincidência, é o banimento do esporte.
Segundo as regras descritas no Regulamento Técnico da Federação Internacional, a idade mínima para as participantes da ginástica rítmica é de dezesseis anos, sem exceção de competição, como ocorreu com a artística feminina durante algum tempo. O controle que evita a falsificação etária é feito através de um processo de creditação da FIG antes das competições oficiais. A comissão organizadora do evento, junto a um secretário da entidade verifica a idade das atletas, na mesma medida em que verifica suas nacionalidades. Como punição, o Código de Disciplina aplica medidas moderadas, como a retirada das medalhas, a desqualificação no evento e o afastamento temporário.
Nesta modalidade, não há relatos registrados de falsificações etárias em competições oficiais, tanto regidas pela FIG quanto regidas pelo Comitê Olímpico Internacional.[a]

## Regulamento geral

### O formato
Esta modalidade possui duas categorias diferentes de competição: a individual e a por grupos, chamada também de conjuntos, composta por cinco ginastas. Na rítmica, as atletas competem com cinco aparelhos. Contudo, em um espaço de dois em dois anos, um é deixado de fora, o que gera uma rotação olímpica marcada sempre pela ausência de um aparelho diferente. Na competição individual as atletas apresentam quatro rotinas diferentes, uma para cada aparelho. Já na de grupos são duas as apresentações: na primeira, as cinco ginastas utilizam cinco aparelhos idênticos, enquanto na segunda, apresentam-se com dois distintos, na disposição de dois mais três. Estas apresentações variam em tempo. Enquanto as individuais duram 75 segundos, as por grupos duram 150. Pelas regras da Federação, as competições individuais dividem-se em três etapas, mais as disputas por equipes:
- Competição I – Qualificatória: Esta etapa qualifica para a chamada Competição II, a do individual geral, que conta com as três melhores apresentações em cada aparelho para a final geral, e com as oito melhores em cada aparelho para a final de cada aparato, chamada de Competição III. É ainda nessa fase que se define a final por equipes, formada pelas oito melhores colocadas.

- Final por equipes: Nesta prova conta-se um total de doze exercícios, três para cada aparelho, a serem realizados pelas ginastas participantes. Seu somatório define as dez primeiras colocadas, que passaram pela fase de classificação, entre elas, as medalhistas.

- Competição II - Individual geral: Aqui definem-se as vencedoras e o ranking final da disputa individual geral. Como na competição I, as ginastas se apresentam nos aparelhos e o total é utilizado para a nota final, que definirá as posições das 24 ginastas qualificadas na C I.

- Competição III - Final por aparelhos: Nesta etapa as ginastas classificadas para cada um dos quatro aparelhos, posicionadas de uma a oitava, repetem suas apresentações para definirem as colocações e as vencedoras de cada aparato.

### Julgamento

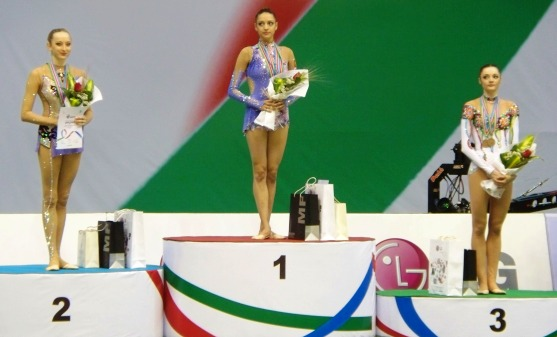
Pódio de disputa individual, realizada em Baku 2009.

Todo exercício deve incluir elementos de dificuldade, todos estes elementos estão contidos em uma tabela dentro do Código de Pontuação vigente em cada ciclo olímpico. A cada competição é entregue à banca de Dificuldade uma ficha com todos os elementos a serem executados pela ginasta ou pelo conjunto. Os elementos vão dos mais básicos aos mais complexos, o valor varia de acordo com a complexidade de cada de um. A totalidade do tablado deve ser utilizado durante o exercício, e os elementos devem fluir na coreografia, ao contrário da modalidade artística feminina, na qual são sequenciais. Outro detalhe é a ordem dos aparelhos, que é decidida pela Federação Internacional de Ginástica. Durante as apresentações o árbitro de Dificuldade soma os elementos executados corretamente e subtrai aqueles que não forem executados de acordo com a norma do Código de Pontuação. O árbitro de execução conta as faltas técnicas e artísticas, como os problemas de equilíbrio, a harmonia da ginástica com a música e quedas do aparelho. Historicamente, um comitê técnico dentro da Federação detectava erros e potenciais a serem desenvolvidos dentro desta modalidade. Nesse sentido, até 1984, a ênfase dos movimentos era dada aos aparelhos. Após as Olimpíadas de Barcelona, em 1992, o destaque passou a ser o desempenho das ginastas.
Por fim, as notas são avaliadas por um grupo de quatro árbitros, que avaliam o valor da dificuldade do exercício. O júri de execução então, avalia as faltas técnicas e artísticas. Em uma disputa, são utilizados dois painéis de quatro juízes cada: o júri D, que avalia a dificuldade dos movimentos das ginastas e dos aparelhos, em um máximo a ser atingido de dez pontos, em que os juízes D1 e D2 avaliam as dificuldades corporais, passos de dança e elementos técnicos com o aparelho e dão uma única nota comum, enquanto os juízes D3 e D4 avaliam os riscos e dificuldades de aparelho e também emitem uma nota comum, juntas essas duas notas formam a nota de dificuldade; e o júri E, que subdivide-se em E1 e E2, avalia as faltas artísticas e como acontece na Banca D emite uma nota comum, a falta sincronia da rotina com a música e a expressividade da ginasta são consideradas faltas artísticas, já os juízes E3, E4, E5 e E6 avaliam as faltas técnicas, também chamadas de erros de execução, que podem ser corporais, como por exemplo um desvio na forma, ou com o aparelho como quedas e manejo incorreto. Descarta-se a menor e maior nota de faltas técnicas e extrai-se a média das notas centrais, daí temos a média de faltas técnicas somadas com as faltas artísticas em um total de dez pontos a ser debitado. Desse modo, a pontuação final (PF) é feita da seguinte forma:
ou seja

10 + 10 = 20 pt

## Principais competições

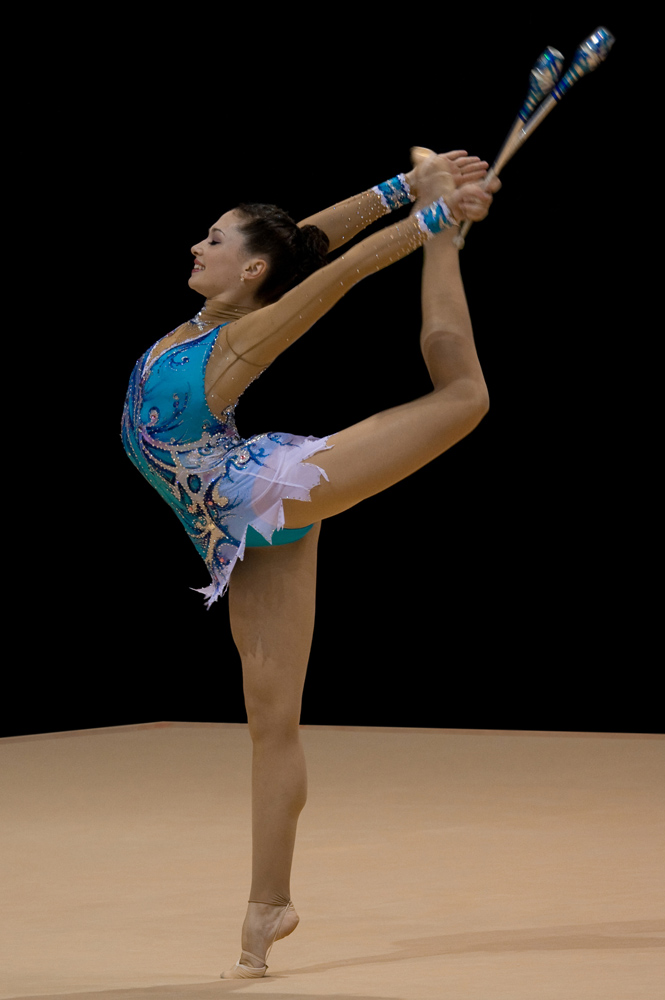
Irina Risenzon em apresentação na VII Final da Copa do Mundo, na Espanha.

É vasta a quantidade de campeonatos de ginástica rítmica, seja no âmbito mundial, seja no âmbito nacional. Abaixo pode-se ver uma lista das principais competições da modalidade. Os campeonatos que reúnem os ginastas de todo o mundo são:
- Jogos Olímpicos: de quatro em quatro anos, reúne as ginastas classificadas para os eventos. Aquela nação que não conseguir qualificar uma equipe, está apta a enviar até três competidoras para representá-la.[43]
- Campeonato Mundial: realizado anualmente desde o ano de 1963, exceto em anos olímpicos desde 2000. Como os Jogos Olímpicos, é também uma competição global.
- Copa do Mundo: torneio realizado por temporada. É dividido em etapas que acontecem durante o ano. Sua final reúne as ginastas classificadas durante as etapas anteriores.
- Jogos Mundiais: realizado de quatro em quatro anos, reúne as modalidades não olímpicas, mas reconhecidas pelo COI. Apesar de ser uma modalidade disputada em Olimpíadas, a ginástica rítmica foi incluída no programa em 2001 e neles reúnem-se as ginastas de todo o mundo.

Existem ainda as competições regionais, conhecidas pela competitividade entre as atletas participantes e nas quais se conhecem as favoritas continentais:
- Jogos Asiáticos: realizado a cada quatro anos. Reúne todas as nações do continente asiático.
- Campeonato Europeu: competição realizada de dois em dois anos entre 1978 e 1998. Em diante, passou a ser uma disputa anual.
- Jogos Pan-Americanos: realizado de quatro em quatro anos. É onde reúnem-se as ginastas dos três continentes americanos (Sul, Central e Norte).
- Jogos Sul-Americanos: competição realizada a cada quatro anos. É onde reúnem-se as ginastas do continente sul-americano.

### Presença nos Jogos Olímpicos
A ginástica rítmica está presente nos Jogos Olímpicos[b] da era moderna desde a edição norte-americana de Los Angeles, em 1984, 88 anos após a realização da primeira, na Grécia. A primeira vencedora da única prova disputada foi a canadense Lori Fung, que conquistou a medalha de ouro no individual geral. A disputa por equipes, todavia, só foi realizada doze anos depois, também em uma edição estadunidense, agora em Atlanta, em 1996, cuja vitoriosa foi a seleção espanhola. Até a edição de Pequim, em 2008, apenas a prova do concurso geral e em grupos foi disputada. Pelo cronograma olímpico, a cada ciclo um aparelho fica de fora, sendo então disputados quatro invés dos cinco. No caso das competições nos Jogos, o Comitê Olímpico Internacional é o responsável pela organização do evento, incluindo os critérios de desempate.
Quadro de medalhas
O quadro abaixo mostra as nações que mais subiram ao pódio na história dos Jogos Olímpicos e demonstra a superioridade numérica da Rússia, tanto no total de medalhas, quanto na parcial de vitórias. A União Soviética, apesar de ter participado de apenas duas edições, conquistou duas seguidas vitórias.
| Nações          |   |   |   | Somatório | %[c] |
| --------------- | - | - | - | --------- | ---- |
| Rússia          | 6 | 2 | 2 | 10        | 30   |
| União Soviética | 2 | 0 | 2 | 4         | 12   |
| Ucrânia         | 1 | 0 | 3 | 4         | 12   |
| Bielorrússia    | 0 | 3 | 1 | 4         | 12   |
| Total           | 9 | 5 | 8 | 22        | 66   |

### Os Campeonatos Mundiais
A origem dos Campeonatos Mundiais adveio das ideias do até então presidente da Federação Francesa de Ginástica, Charles Gazalet. Junto a outros ginastas, Gazalet contrariou a vontade do presidente da FEG, como inicialmente a FIG era chamada, que se vira obrigado a concordar com o desejo da maioria: a prática da modalidade artística voltada às competições, já que as demais, enquanto regulamentadas não existiam. Assim, o primeiro Torneio Internacional foi realizado em 1903. Já o primeiro Mundial[d] de ginástica rítmica foi realizado em 1963, um ano após a FIG conhece-la.
Depois das Olimpíadas, o Mundial é a competição mais importante da modalidade. Realizados de dois em dois anos, mais tarde, em 1991, passou a ter suas edições anualmente, assim como a modalidade artística, com exceção dos anos em que a ginástica está presente nos Jogos Olímpicos.

## Principais equipes e nações
Apesar das poucas décadas de existência enquanto modalidade organizada e federada sob um código de regras, a ginástica rítmica possui já algumas nações destacadas.

### União Soviética/Rússia/Ucrânia/Bielorrússia

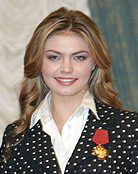
A russa Alina Kabaeva, vencedora de 26 provas em onze competições.

Desenvolvida na União Soviética, foi surgida de lá a seleção que mais se destacou na modalidade. Apesar de ter apenas participado de duas edições olímpicas, a URSS conquistou quatro medalhas na única prova disputada até então, a do concurso geral. Em mundiais, conquistou ainda sete medalhas de ouro, nove de prata e cinco de bronze. Com o fim do bloco, destacaram-se no novo cenário as seleções antes chamadas de soviéticas. A Rússia, de todas, é a mais expressiva desta prática ginástica, já tendo conquistado, em sete edições olímpicas desde 1984, seis títulos, dos quais três consecutivos no geral individual e o tricampeonato coletivo. Entre os maiores destaques de seus tempos estão Alina Kabaeva, detentora de duas medalhas olímpicas, dezessete mundiais e 21 europeias, e Evgenia Kanaeva, detentora de dezessete medalhas, todas de ouro, entre olímpicas, mundiais e europeias.
Pela Ucrânia, competiu Anna Bessonova, que conquistou 24 medalhas continentais, 27 mundiais e duas olímpicas. Apesar de superior em número a russa Kabaeva, seu número de vitórias é bem menor, mesmo com as seis retiradas medalhas de Alina. Além, a nação conquistou ainda duas medalhas no concurso geral, embora nunca tenha subido ao pódio na prova coletiva olímpica. A Bielorrússia, não tão vitoriosa em campeonatos, também possui importantes medalhas, como as quatro conquistas olímpicas e as quatro mundiais do all around.

### Nações europeias
Apesar de nunca conquistar uma vitória olímpica, a Bulgária destacou-se em competições como nação também medalhista em Jogos Olímpicos por três ocasiões. Além disso, possui duas tricampeãs mundiais, Maria Petrova e Maria Gigova, em dez títulos do individual geral, e destaca-se ainda como a melhor entre as europeias por ter sido a única nação não soviética a conquistar títulos continentais na prova do geral individual. A Espanha, outro destacado país, detém um título olímpico por grupos, além de uma prata individual e seis títulos mundiais. Já a Itália, outra nação de destaque, apesar de não possuir vitórias olímpicas, conquistou uma medalha na disputa por grupos, em 2004, a frente da Bulgária. A Alemanha, também medalhista olímpica, destacou-se com suas medalhas mundiais, na época em que competia contra a União Soviética, e com sua campeã Carmen Rischer. De todas as nações medalhistas olímpicas da história, até a edição de Pequim em 2008, apenas Canadá e China estão fora do continente europeu, cada um com uma medalha: ouro do individual geral para a nação da América do Norte e prata para a asiática.

### Nações emergentes e lusófonas

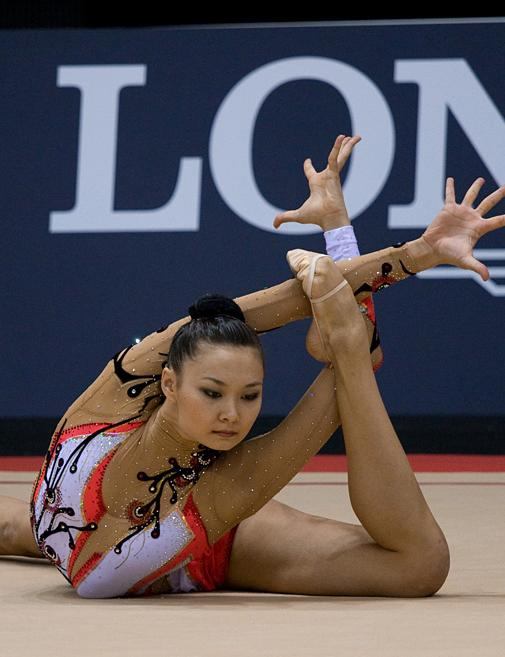
Aliya Yussupova: destaque cazaque.

Entre as nações emergentes do cenário da ginástica rítmica, pode-se citar as não europeias. No continente americano destacam-se o Brasil, Canadá, Cuba e Estados Unidos, sempre medalhistas em Jogos Pan-Americanos, enquanto Japão e China apresentam-se como maiores medalhistas do continente asiático. O Canadá possui ainda a particularidade de ter sido a primeira nação dos Jogos Olímpicos em 1984, quando conquistou o ouro do concurso geral através da atleta Lori Fung. Entre nomes a serem citados estão o de Aliya Yussupova, campeã asiática e medalhista mundial pelo Cazaquistão; Aliya Garayeva, medalhista europeia pelo Azerbaijão; e Lisa Wang, campeã pan-americana pelos Estados Unidos.
Entre as nações lusófonas, destaca-se o Brasil, vencedor das provas por grupos em 1999 e 2007 dos Jogos Pan-Americanos. Nos Jogos Olímpicos, as atletas brasileiras estiveram presentes em Pequim, quando encerraram a competição na última colocação por equipes, entre as doze participantes. Na história dos Jogos Olímpicos, o Brasil participou até as Olimpíadas da China, das edições de 1984, 1996, 2000 e 2008, tendo como melhor colocação o oitavo lugar geral na prova por grupos. Em Portugal, apesar de não expressivo internacionalmente, há inúmeros campeonatos nacionais que incentivam a prática da modalidade, como o Nacional da Primeira Divisão. No continente africano, destaca-se Moçambique, que em um trabalho de cinco anos, ainda que em condições precárias de suas instalações, surpreendeu técnicos alemães pela potencialidade das ginastas. Em Angola há também um programa para inserir ginastas nas competições, no qual a ginástica rítmica está incluída. Em contrapartida, Cabo Verde vem perdendo espaço no continente e no cenário mundial: apesar de já ter participado de torneios internacionais e duas Olimpíadas, e de ter conquistado medalhas em campeonatos da África, decaiu de produção devido ao abandono dos órgãos esportivos do país.

## Destaques

Pictograma

Abaixo, encontram-se listadas cinco destaques, entre o passado e a atualidade, acompanhando a evolução que apresentou o esporte. Para a seleção foram usados alguns critérios: a época em que se destacaram, participações olímpicas e mundiais, reconhecimento internacional, conquistas e movimentos inseridos na tabela da FIG:
- Lori Fung[54]
- Alexandra Timoshenko[54]
- Alina Kabaeva[34]
- Anna Bessonova[55]
- Evgenia Kanaeva[56]

### Federações e confederações
| Brasileiras - «Comitê Olímpico Brasileiro» - «Confederação Brasileira de Ginástica (CBG)» - «Demais federações nacionais» | Portuguesas - «Comitê Olímpico Português» - «Federação portuguesa» - «Demais federações nacionais» |

Internacionais
| - «Federação Internacional de Ginástica (FIG)» (em inglês) - «Comitê Olímpico Internacional» (em inglês) - «GymSports Nova Zelândia» (em inglês) - «Federação australiana» (em inglês) | - «Federações européias» (em inglês) - «Federações asiáticas» (em inglês) - «Federações africanas» (em inglês) - «Federações americanas» (em inglês) |

### Outros
- «International Gymnast Magazine» (em inglês)
- «Inside Gymnastics Magazine» (em inglês)